# ناغي نيموتو
ناغي نيموتو (باليابانية: 根本 凪) آيدول وممثلة يابانية ولدت يوم 15 آذار 1999 في محافظة إيباراكي، مدينة ميتو.

## أعمالها

### مسلسلات
- لعبة الأصدقاء (2017) - بدور يوتوري كوكوروغي.[4]

### أفلام
- لعبة الأصدقاء (2017) - بدور يوتوري كوكوروغي.[4]

## روابط أضافية
- ناغي نيموتو على تويتر.